# Liste von Niederlassungen der Congregatio Jesu
Diese Liste enthält Klöster, Schulen und weitere Niederlassungen der Congregatio Jesu (Maria-Ward-Schwestern, historisch Englische Fräulein).

## Bestehende Niederlassungen

### Mitteleuropäische Provinz
Die deutschsprachige mitteleuropäische Provinz hat etwa 25 Niederlassungen in Deutschland, Österreich und Südtirol. Schwerpunkte sind die Bildung in Schulen für Mädchen und die soziale Unterstützung junger Frauen.
Deutschland 
- Kloster St. Joseph Altötting, seit 1720 (vorher seit 1809 Filiale von Burghausen), mit Maria-Ward-Gymnasium, Maria-Ward-Realschule
- „Institutum BMV“ Augsburg, seit 1662
- Bad Homburg v.d. H., seit 1894, mit Maria-Ward-Schule
- Bad Reichenhall
- „Institutum BMV“ Bamberg
- Bensheim, seit 1858, mit Liebfrauenschule
- Frankfurt am Main (vorher 1749–1821)
- Hannover, seit 2004
- Kloster Herz Jesu Mindelheim, seit 1701
- München-Pasing, seit 1835 (vorher 1627–1809, als erstes Kloster der Englischen Fräulein in Deutschland), seit 2005 Provinzialat
- Kloster Neuburg an der Donau, seit 1847 (vorher Benediktinerinnen (1002–1622), Jesuiten (1622–1773), Malteser (1773–1803))
- Nürnberg, seit 1854, mit Noviziat, seit 2007
- Internationale Studienkommunität in Passau-Langlebenhof, seit 1958
- Passau/Niedernburg, 1836 bis 2017
- Pfarrkirchen, seit 1859
- Regensburg, seit 1903
- Kloster St. Zeno, Bad Reichenhall (seit 1852 Congregatio Jesu, vorher Benediktiner (803 bis 10. Jahrhundert), Kollegiat (10. Jahrhundert bis 1136), Augustiner-Chorherren (1136–1803)); Mädchenrealschule, Maria-Ward-Schule

- Schleusingen, Thüringen, seit 2008
- Simbach am Inn, seit 1909
- Haus Maria Frieden, Velbert-Langenberg, seit 1948

Österreich 
- Kloster St. Pölten
- Kloster Wien

Italien
- Kloster Meran und Maria-Ward-Heim, seit 1723

### Römische Provinz
In der Römischen Provinz sind Niederlassungen in weiteren Ländern zusammengeführt.
Italien
- Generalat Rom

Israel
- Jerusalem

## Ehemalige Niederlassungen

### Deutschland
- Maria-Ward-Schule Aschaffenburg (1747–1803, 1819–1945), Maria-Ward-Schule
- Kloster Herz Jesu (Augsburg) (1662–1803, 1816–1992)
- Bad Kissingen (1861–?), mit Gymnasium und Realschule
- Kloster Maria Himmelfahrt (Bamberg) (1716–1827)
- Bingen (1864–2003), mit Hildegardisschule
- Kloster Heilig Schutzengel (Burghausen) (1683–2018)
- Damm/Aschaffenburg (1844–?)
- Deggendorf (1863–1977), mit Realschule der Maria-Ward-Stiftung
- „Institutum BMV“ Eichstätt (1868–2019), mit Maria-Ward-Realschule (bis 1990 in Trägerschaft des Ordens)[1]
- Fürstenfeldbruck (1862–1937), NS-Verbot
- Fürstenstein (1861–2001)
- Fulda (1733–?)
- Großostheim (1856–?)
- Kloster Herz Jesu (Günzburg) (1756–2009)[2]
- Haag in Oberbayern (1864–2000)
- Hofstetten (Schloss, 1962–1974)
- Kempten/Allgäu (1861–1986?), mit Maria-Ward-Schule
- Köln (1620–1630)
- Landau an der Isar (19. Jahrhundert – 2005)
- Landau in der Pfalz (1896–2001), mit Maria-Ward-Schule
- Kloster am Steg Lindau am Bodensee (1857–1991), mit Maria-Ward-Schule
- Mainz, Gründung 1752 von Fulda aus, 1758 Ausweisung und Übersiedlung nach Oppenheim, 1802 Auflösung des Ordens im Bistum Mainz, 1807 Erlaubnis zum weiteren Bestehen durch Napoleon, 2002 Feier des 250-jährigen Bestehens, mit Maria-Ward-Schule
- Kirche Heilige Dreifaltigkeit München-Nymphenburg (1835–2006), mit Maria-Ward-Gymnasium,  Maria-Ward-Schule
- Neuhaus am Inn (1859–2011)[3]
- Offenbach (1928/9–1946), mit Marienschule
- Kloster Osterhofen (1858–2015; davor Kollegiatstift, dann Prämonstratenserstift), mit Mädchenrealschule und Fachschule
- Plattling (1895–1999)
- Scheßlitz (1950–2005), mit Maria-Ward-Haus
- Schrobenhausen (1861–1993)[4], mit Maria-Ward-Realschule
- Sparz/Traunstein (1893–2011)[5], mit Maria-Ward-Schule
- St. Ingbert (1863–? )
- Traunstein (1857[6]–1895[7]), Umzug nach Sparz
- Trier (1621–1630)
- Tüßling/Heiligenstatt (1894–2008)
- Viernheim
- Waldkirchen (?–?), mit Maria-Ward-Grundschule
- Walpertskirchen (1872–1969)
- Kloster Wald (1865–?; vorher Benediktinerinnen 1681–1805)
- Kloster Wallerstein (1866–2008, vorher 1761–1803 Piaristen), mit Maria-Ward-Realschule
- Worms (1859–?)
- Institut BMV Würzburg (1866–19. Juli 2011), mit Maria-Ward-Schule

### Österreich
- Kloster Krems an der Donau (1725–2014)[8]

### Italien
- Kloster Brixen, Südtirol, mit Kirche (bis 2011)